# Can Viader (Ventalló)
Can Viader és un edifici de Ventalló (Alt Empordà) que forma part de l'Inventari del Patrimoni Arquitectònic de Catalunya. Està situat dins del petit nucli de Montiró, a l'extrem nord-est de Ventalló al qual pertany. Està ubicat a la banda de llevant del nucli urbà del poble, formant cantonada entre els carrers Narcís Siurana i el del Palau.

## Descripció
És un edifici aïllat de planta rectangular, format per tres cossos adossats, amb un pati al costat de llevant. L'habitatge principal presenta la coberta de dues vessants de teula i està distribuït en planta baixa i dos pisos. La façana principal presenta un gran portal rectangular bastit amb carreus de pedra i la llinda plana gravada amb la inscripció "JACOBUS VIADER ME FECIT DIE 6 APRILIS 1661" i una creu. Als costats, dues obertures de recent construcció. Als pisos, les finestres són rectangulars, emmarcades amb carreus de pedra, les llindes planes i els ampits motllurats. La de l'extrem de ponent del primer pis té l'any 1628 gravat a la llinda i uns petits pinacles decoratius als extrems de l'ampit. Les obertures de la façana de ponent són rectangulars a la planta baixa i el primer pis i amb la llinda sostinguda amb permòdols les de la segona planta. De la façana nord, destaca una finestra emmarcada amb pedra i amb guardapols motllurat, situada a l'extrem de ponent. A la façana de llevant hi ha dos balcons exempts emmarcats en pedra i, adossat a l'extrem nord del parament, un cos format per un gran porxo de dos grans arcs de mig punt a la planta baixa i una terrassa amb barana d'obra al pis. És de factura posterior a la resta de l'edifici.
La construcció està arrebossada, amb carreus de pedra a les cantonades.

## Història
Hi ha un document de l'any 1666 pel qual el bisbe de Girona concedeix llicència a la família Viader, per dir missa a l'interior de la capella que s'havia de construir a la casa.
El mateix propietari tenia una altra casa a tocar can Viader, en la que hi havia hagut un dels dos trulls d'oli existents a la població.
A l'interior de l'església de Sant Sadurní de Montiró es conserva l'escut de la família Viader gravat a la pedra.
El porxo-terrassa adossat a l'extrem nord del parament fou afegit, probablement, al segle xix.